# 30 de Febrero
30 de Febrero – piąty album studyjny zespołu Ha*Ash. Został wydany 1 grudnia 2017 r. przez wytwórnię Sony Music Latin i nagrywany był w Miami.
Album będzie promowany podczas światowego tournée Gira 100 años contigo.

## Lista utworów
| Nr  | Tytuł utworu                               | Słowa                                                         | Muzyka                           | Długość |
| --- | ------------------------------------------ | ------------------------------------------------------------- | -------------------------------- | ------- |
| 1.  | „30 de febrero” (gościnnie: Abraham Mateo) | Ashley Grace, Hanna Nicole, Santiago Hernádez, Rafael Vergara | Hanna Nicole, George Noriega     | 3:17    |
| 2.  | „Ojalá”                                    | Ashley, Hanna, Paolo Stefanoni, Pablo Preciado                | Hanna, Noriega                   | 3:27    |
| 3.  | „No pasa nada”                             | Ashley, Hanna, José Luis Ortega                               | Hanna, Noriega                   | 3:14    |
| 4.  | „Eso no va a suceder”                      | Ashley, Hanna, Edgar Barrera                                  | Hanna, Edgar Barrera, Joe London | 3:40    |
| 5.  | „100 años” (gościnnie:Prince Royce)        | Ashley, Hanna,Prince Royce, Andy Clay                         | Hanna, Matt Rad                  | 3:05    |
| 6.  | „Llueve sobre mojado”                      | Ashley, Hanna, Barrera                                        | Hanna, Barrera, London           | 3:28    |
| 7.  | „Paleta”                                   | Ashley, Hanna, Camilo Echeverry, Mau Montaner                 | Hanna, Noriega                   | 3:29    |
| 8.  | „Extraños”                                 | Ashley, Hanna, Yoel Henríquez                                 | Hanna, Barrera, London           | 3:31    |
| 9.  | „¿Qué me faltó?”                           | Ashley, Hanna, Ortega                                         | Hanna, Noriega                   | 3:22    |
| 10. | „No me importa”                            | Ashley, Hanna, Barrera                                        | Hanna, Noriega                   | 3:52    |
| 11. | „Corazón irrompible”                       | Ashley, Hanna, Henríquez                                      | Hanna, Noriega, Pete Wallace     | 3:10    |
| 12. | „Me gustas tú”                             | Ashley, Hanna, Clay, Daniel Santacruz                         | Hanna, Rad                       | 2:54    |

## Certyfikaty
| Kraj              | Certyfikat | Sprzedaż |
| ----------------- | ---------- | -------- |
| Meksyk (AMPROFON) | Platyna    | 60 000+  |